# Lunar Orbiter 1
Lunar Orbiter 1 (magyarul: Hold körül keringő) amerikai űrszonda, a Lunar Orbiter-program első egysége. A NASA és a Boeing cég tervezte és építette.

## Küldetés
1966. augusztus 10-én indították útjára. Fő feladata volt a Hold felszínének kis területeken történő részletes vizsgálata. Ezzel elősegítette a Surveyor-programmal együtt az Apollo-program lehetséges leszállóterületeinek meghatározását. Programját befejezve becsapódott a Hold felszínébe.

## Jellemzői
Alakja 1,52 méter átmérőjű hengerhez hasonlít. Több mérőműszerrel is felszerelték: sugárzás intenzitás mérő, mikrometeorit számláló. Az energiát napelemtáblák biztosították. Két kamerából álló fényképező egységet, filmkidolgozó és képtovábbító berendezést, vezérlő automatikákat, helyzetstabilizáló egységet, akkumulátorokat, rádióadót és rakétahajtóművet tartalmaz. Túlmelegedés miatt a telekamera zárszerkezete meghibásodott. Működési ideje alatt 206 széles látószögű és 13 telefotót készített.